# Aeroportul Sunshine Coast
Aeroportul Sunshine Coast (IATA: MCY, ICAO: YBSU) este un aeroport din Queensland, Australia ce deservește zona Sunshine Coast⁠(d). Aeroportul a fost tranzitat în 2022 de 1.493.435 de pasageri.
Situat la o altitudine de 5 m, aeroportul dispune de 1 pistă.

## Infrastructură

### Piste
Aeroportul dispune de o singură pistă. Pista 13/31 are suprafața de asfalt și dimensiunile 2.450 m × 45 m. 